# Dayton (Texas)
Dayton es una ciudad ubicada en el condado de Liberty en el estado estadounidense de Texas. En el Censo de 2010 tenía una población de 7242 habitantes y una densidad poblacional de 132,56 personas por km².

## Geografía
Dayton se encuentra ubicada en las coordenadas 30°2′12″N 94°53′55″O / 30.03667, -94.89861. Según la Oficina del Censo de los Estados Unidos, Dayton tiene una superficie total de 54.63 km², de la cual 54.6 km² corresponden a tierra firme y (0.05 %) 0.03 km² es agua.

## Demografía
Según el censo de 2010, había 7242 personas residiendo en Dayton. La densidad de población era de 132,56 hab./km². De los 7242 habitantes, Dayton estaba compuesto por el 70.39 % blancos, el 18.16 % eran afroamericanos, el 0.39 % eran amerindios, el 1.28 % eran asiáticos, el 0.03 % eran isleños del Pacífico, el 7.51 % eran de otras razas y el 2.24 % pertenecían a dos o más razas. Del total de la población el 15.33 % eran hispanos o latinos de cualquier raza.